# Gołyszyn
Gołyszyn est une localité polonaise de la gmina de Skała, située dans le powiat de Cracovie en voïvodie de Petite-Pologne.